# Michael Poeta
Michael Poeta (ur. 15 kwietnia 1986) – amerykański zapaśnik walczący w stylu wolnym. Zajął szóste miejsce w Pucharze Świata w 2010 roku.
Zawodnik Highland Park High School z Highland Park i Uniwersytetu Illinois w Chicago. Trzy razy All-American (2007 – 2009) w NCAA Division I, drugi w 2008, 2009 i trzeci w 2007 roku.
Wygrał Big Ten Conference w 2008 i 2009 roku.